# CMT Music Awards
CMT Music Awards музыкальная премия в области музыки кантри, которую присуждают голосованием зрителей за лучшие видеоклипы года и лучшие телевизионные выступления. Церемония проходит ежегодно в Нашвилле (штат Теннесси) и транслируется вживую через телеканал Country Music Television (CMT). Голосование фанатов проходит на сайте канала, CMT.com. В современном виде вручается с 2002 года, но свои корни она ведёт с 1967 года.

## История
Первое награждение было в 1967 году под названием Music City News Awards и его представлял ныне не издаваемый журнал Music City News. В 1988 году канал The Nashville Network (TNN) начал опрашивать зрителей и вручать свою премию Viewers' Choice Awards, отмечая свой пятилетний юбилей. В 1990 году две награды объединились и стали называться TNN/Music City News Country Awards.
В 2002 году церемония награждения была полностью реформирована и получила название CMT Flameworthy Video Music Awards в связи с новой концепцией ребрендинга канала в то время, когда выпускались его самые популярные видеоролики («зажигающие»). Шоу стало в большей степени ориентировано на продакшн, нежели просто наградным, и было смоделировано с награды MTV Video Music Awards в сестринской сети MTV. При этом традиционные награды были перенесены, чтобы особо отметить музыкальные клипы кантри-артистов. Название Flameworthy было придумано вице-президентом по разработке программ Kaye Zusmann.

## Основные награды
| Год  | Видео года                                                           | Мужское видео года                                                   | Женское видео года                                     | Прорыв года (видео)                                            | Прорыв года (видео)                                            |
| ---- | -------------------------------------------------------------------- | -------------------------------------------------------------------- | ------------------------------------------------------ | -------------------------------------------------------------- | -------------------------------------------------------------- |
| 2002 | Кенни Чесни — «Young»                                                | Кенни Чесни — «Young»                                                | Мартина Макбрайд — «Blessed»                           | Chris Cagle — «I Breathe In, I Breathe Out»                    | Chris Cagle — «I Breathe In, I Breathe Out»                    |
| 2003 | Тоби Кит — «Courtesy of the Red, White, & Blue (The Angry American)» | Тоби Кит — «Courtesy of the Red, White, & Blue (The Angry American)» | Мартина Макбрайд — «Concrete Angel»                    | Joe Nichols — «Brokenheartsville»                              | Joe Nichols — «Brokenheartsville»                              |
| 2004 | Тоби Кит — «American Soldier»                                        | Кенни Чесни — «There Goes My Life»                                   | Шанайя Твейн — «Forever and for Always»                | Диркс Бентли — «What Was I Thinkin'»                           | Диркс Бентли — «What Was I Thinkin'»                           |
| 2005 | Кит Урбан — «Days Go By»                                             | Кенни Чесни — «I Go Back»                                            | Гретхен Уилсон — «When I Think About Cheatin'»         | Гретхен Уилсон — «Redneck Woman»                               | Гретхен Уилсон — «Redneck Woman»                               |
| 2006 | Кит Урбан — «Better Life»                                            | Кенни Чесни — «Who You'd Be Today»                                   | Кэрри Андервуд — «Jesus, Take the Wheel»               | Кэрри Андервуд — «Jesus, Take The Wheel»                       | Кэрри Андервуд — «Jesus, Take The Wheel»                       |
| 2007 | Кэрри Андервуд — «Before He Cheats»                                  | Кенни Чесни — «You Save Me»                                          | Кэрри Андервуд — «Before He Cheats»                    | Тейлор Свифт — «Тим Макгро»                                    | Тейлор Свифт — «Тим Макгро»                                    |
| 2008 | Тейлор Свифт — «Our Song»                                            | Трейси Эдкинс — «I Got My Game On»                                   | Тейлор Свифт — «Our Song»                              | Kellie Pickler — «I Wonder»                                    | Kellie Pickler — «I Wonder»                                    |
| 2009 | Тейлор Свифт — «Love Story»                                          | Брэд Пейсли — «Waitin' on a Woman»                                   | Тейлор Свифт — «Love Story»                            | Zac Brown Band — «Chicken Fried»                               | Zac Brown Band — «Chicken Fried»                               |
| 2010 | Кэрри Андервуд — «Cowboy Casanova»                                   | Кит Урбан — «'Til Summer Comes Around»                               | Миранда Ламберт — «White Liar»                         | Luke Bryan — «Do I»                                            | Luke Bryan — «Do I»                                            |
| 2011 | Тейлор Свифт — «Mine»                                                | Блейк Шелтон — «Who Are You When I'm Not Looking»                    | Миранда Ламберт — «The House That Built Me»            | The Band Perry — «If I Die Young»                              | The Band Perry — «If I Die Young»                              |
| 2012 | Кэрри Андервуд — «Good Girl»                                         | Luke Bryan — «I Don't Want This Night to End»                        | Миранда Ламберт — «Over You»                           | Scotty McCreery — «The Trouble With Girls»                     | Scotty McCreery — «The Trouble With Girls»                     |
| 2013 | Кэрри Андервуд — «Blown Away»                                        | Блейк Шелтон — «Sure Be Cool If You Did»                             | Миранда Ламберт — «Mama's Broken Heart»                | Florida Georgia Line — «Cruise»                                | Florida Georgia Line — «Cruise»                                |
| 2014 | Кэрри Андервуд — «See You Again»                                     | Блейк Шелтон — «Doin' What She Likes»                                | Миранда Ламберт — «Automatic»                          | Cassadee Pope — «Wasting All These Tears»                      | Cassadee Pope — «Wasting All These Tears»                      |
| 2015 | Кэрри Андервуд — «Something in the Water»                            | Luke Bryan — «Play It Again»                                         | Кэрри Андервуд — «Something in the Water»              | Сэм Хант — «Leave the Night On»                                | Сэм Хант — «Leave the Night On»                                |
| 2016 | Тим Макгро — «Humble and Kind»                                       | Томас Ретт — «Die a Happy Man»                                       | Кэрри Андервуд — «Smoke Break»                         | Крис Стэплтон — «Fire Away»                                    | Крис Стэплтон — «Fire Away»                                    |
| 2017 | Кит Урбан — «Blue Ain't Your Color»                                  | Кит Урбан — «Blue Ain’t Your Color»                                  | Кэрри Андервуд — «Church Bells»                        | Лорен Элейна — «Road Less Traveled»                            | Лорен Элейна — «Road Less Traveled»                            |
| 2018 | Блейк Шелтон — «I'll Name the Dogs»                                  | Блейк Шелтон — «I’ll Name the Dogs»                                  | Кэрри Андервуд — «The Champion» (при участии Ludacris) | Карли Пирс — «Every Little Thing»                              | Карли Пирс — «Every Little Thing»                              |
| 2019 | Кэрри Андервуд — «Cry Pretty»                                        | Кейн Браун — «Lose It»                                               | Кэрри Андервуд — «Love Wins»                           | Эшли Макбрайд — «Girl Goin’ Nowhere» (At Marathon Music Works) | Эшли Макбрайд — «Girl Goin’ Nowhere» (At Marathon Music Works) |
| 2020 | Кэрри Андервуд — «Drinking Alone»                                    | Люк Брайан — «One Margarita»                                         | Кэрри Андервуд — «Drinking Alone»                      | Габби Барретт — «I Hope»                                       | Габби Барретт — «I Hope»                                       |
| 2021 | Кэрри Андервуд — «Hallelujah» (при участии John Legend)              | Кейн Браун — «Worship You»                                           | Габби Барретт — «The Good Ones»                        | Dylan Scott — «Nobody»                                         | Dylan Scott — «Nobody»                                         |
| 2022 | Джейсон Олдин & Кэрри Андервуд — If I Didn’t Love You"               | Коди Джонсон — «'Til You Can’t»                                      | Миранда Ламберт — «If I Was a Cowboy»                  | Паркер Макколлум — «To Be Loved By You»                        | Паркер Макколлум — «To Be Loved By You»                        |
| 2023 | Кейн Браун & Кейтлин Браун — «Thank God»                             | Jelly Roll — «Son of a Sinner»                                       | Лэйни Уилсон — «Heart Like a Truck»                    | Jelly Roll — «Son of a Sinner»                                 | Megan Moroney — «Tennessee Orange»                             |
| 2024 | Jelly Roll — «Need a Favor»                                          | Jelly Roll — «Need a Favor»                                          | Лэйни Уилсон — «Watermelon Moonshine»                  | Уоррен Зайдерс — «Pretty Little Poison»                        | Ashley Cooke — «Your Place»                                    |